# Josef Baudiš
Josef Baudiš (13. března 1825, Česká Skalice – 7. listopadu 1898, Praha) byl český pedagog, matematik a fyzik.

## Život
Studoval na gymnáziu na Starém Městě v Praze a poté na filozofické fakultě v Praze. V roce 1848 vstoupil do pražského alumnátu, ze kterého ale po roce vystoupil a věnoval se studiu práv, matematiky a fyziky. Stal se pak učitelem těchto předmětů na gymnáziu v Gorici a poté v Jičíně. Od roku 1868 byl profesorem a od roku 1883 ředitelem akademického gymnázia v Praze. Od roku 1875 zastával funkci okresního inspektora pro české obecné školy a měšťanské školy v Praze.

## Dílo
Josef Baudiš je autorem celé řady populárních prací věnovaných otázkám fyziky.